# Finlandia ai Giochi della V Olimpiade

Una delle bandiere con cui il comitato olimpico finlandese provò a proporsi in questi giochi. La bandiera russa era boicottata.

La Finlandia partecipò ai Giochi della V Olimpiade che si sono svolti a Stoccolma dal 5 maggio al 27 luglio 1912, con una delegazione di 164 atleti impegnati in dieci discipline.